# This Is America (Childish Gambino)
This Is America è un singolo del rapper statunitense Childish Gambino, pubblicato il 5 maggio 2018.

## Descrizione
La canzone, che presenta un coro in stile gospel, conta la partecipazione corale dei rapper statunitensi Young Thug, Slim Jxmmi, BlocBoy JB, 21 Savage e Quavo.
Il testo, scritto interamente dal medesimo interprete, parla principalmente dell'essere neri negli Stati Uniti d'America e della violenza armata nel paese. Inoltre tocca il tema della brutalità della polizia statunitense.

## Accoglienza
Stephen Kearse di Pitchfork ha trovato This Is America come una rappresentazione della «fune dell'essere nero», con la canzone «costruita sul netto contrasto tra melodie allegre, sincretiche e cadenze minacciose.» Per l'Atlantic, Spencer Kornhaber l'ha descritta come «un riverente fiume di meritatissime lodi» e il video musicale come «il video più chiacchierato della memoria recente.» Daniel Kreps di Rolling Stone ha commentato che il video «è una dichiarazione surreale e viscerale sulla violenza armata in America.» Billboard l'ha eletta la sesta miglior canzone del 2018.

## Video musicale
Il video, diretto da Hiro Murai, è stato reso disponibile tramite YouTube in concomitanza con l'esibizione del brano di Gambino al Saturday Night Live. Il video segue Gambino che danza attraverso un magazzino, interagendo con una serie di scene caotiche. Coreografata da Sherrie Silver, l'interprete e il suo entourage di giovani ballerini eseguono diverse mosse di danza virale tra cui il sudafricano Gwara Gwara e "Shoot" reso popolare da BlocBoy JB, uno dei rapper che collabora nella canzone.
La danza di Gambino è contrapposta a momenti di violenza. Dopo solo 53 secondi nel video, Gambino spara a un uomo nella parte posteriore della testa con una pistola, mentre assume una posizione comica simile a una caricatura di Jim Crow. In un secondo momento, usa un'arma automatica per abbattere un coro della chiesa, che gli spettatori hanno interpretato come un riferimento al massacro di Charleston del 2015. In entrambi i casi, un bambino appare fuori campo con un panno rosso, sul quale Gambino depone delicatamente l'arma usata, che gli spettatori hanno interpretato «come riferimento alla volontà degli americani di proteggere i diritti delle armi da fuoco sulle persone.»
Il primo sparo segna anche una transizione nella musica, da una «melodia folk-ispirata» africana a una «trap oscura e pulsante.» La cantante statunitense SZA fa un cameo verso la fine del video. Il video termina con Gambino in una parte buia del magazzino, che corre paurosamente verso la telecamera, mentre viene inseguito dalle persone. Secondo molti spettatori assomiglia ad una scena del film Scappa - Get Out.
Il video musicale ha ricevuto 12,9 milioni di visualizzazioni nelle sue prime 24 ore di disponibilità.

## Tracce
Testi di Donald Glover, musiche di Donald Glover, Ludwig Göransson e Jeffery Lamar Williams.
1. This Is America – 3:45

## Formazione
Musicisti
- Donald Glover – voce
- 21 Savage – cori
- BlocBoy JB – cori
- Quavo – cori
- Slim Jxmmi – cori
- Young Thug – cori

Produzione
- Donald Glover – produzione
- Ludwig Göransson – produzione
- Mike Bozzi – mastering
- Derek "MixedByAli" – missaggio
- Alex Tumay – registrazione
- Riley Mackin – registrazione
- Kesha "K.Lee" Lee – registrazione
- Dru Castro – registrazione
- Dacota G. Fresilli – registrazione
- Zak Menebhi – registrazione
- Engr Shaan Singh – ingegneria del suono

## Successo commerciale
This Is America ha debuttato alla vetta della Billboard Hot 100 statunitense, diventando la trentunesima canzone a farlo nella storia della classifica e spodestando Nice for What di Drake. Nella stessa settimana ha venduto 78 000 copie digitali e accumulato 65,3 milioni di riproduzioni in streaming, delle quali il 68% costituito dalle visualizzazioni del videoclip. È inoltre la prima top ten di Gambino; in precedenza aveva raggiunto il numero 12 ad agosto 2017 con Redbone. L'interprete è anche diventato il primo attore vincitore di un premio Emmy a raggiungere la vertice della Hot 100 da Justin Timberlake, che ha conseguito questo traguardo grazie a Can't Stop the Feeling! nel 2016.

## Classifiche

### Classifiche settimanali
| Classifica (2018)     | Posizione massima |
| --------------------- | ----------------- |
| Australia             | 1                 |
| Austria               | 20                |
| Belgio (Fiandre)      | 30                |
| Belgio (Vallonia)     | 53                |
| Canada                | 1                 |
| Danimarca             | 13                |
| Estonia               | 2                 |
| Francia               | 31                |
| Germania              | 39                |
| Grecia                | 3                 |
| Irlanda               | 2                 |
| Italia                | 49                |
| Lettonia              | 1                 |
| Norvegia              | 10                |
| Nuova Zelanda         | 1                 |
| Paesi Bassi           | 19                |
| Portogallo            | 2                 |
| Regno Unito           | 6                 |
| Repubblica Ceca       | 8                 |
| Repubblica Dominicana | 46                |
| Slovacchia            | 3                 |
| Spagna                | 46                |
| Stati Uniti           | 1                 |
| Svezia                | 9                 |
| Svizzera              | 16                |
| Ungheria              | 3                 |

### Classifiche di fine anno
| Classifica (2018) | Posizione |
| ----------------- | --------- |
| Australia         | 88        |
| Canada            | 35        |
| Estonia           | 95        |
| Stati Uniti       | 51        |
| Ungheria          | 76        |

## Riconoscimenti
- Grammy Awards[44]
  - 2019 – Registrazione dell'anno
  - 2019 –  Canzone dell'anno
  - 2019 – Miglior interpretazione rap melodica
  - 2019 – Miglior videoclip

- MTV Video Music Awards[45]
- 2018 – Miglior video con un messaggio sociale